# 白鳥の歌 (ジャッキー吉川とブルー・コメッツの曲)
「白鳥の歌」（はくちょうのうた、英題:A Song Of Beautiful Swan）は1968年4月25日に発売されたジャッキー吉川とブルー・コメッツの楽曲で、13枚目のシングルである。
作詞は橋本淳、作曲は平尾昌晃である。平尾が作曲して提供した一連のブルー・コメッツのシングルはB面を含め、唯一このシングルだけである。なお、ブルー・コメッツの一連のシングルの表題曲としては『マリアの泉』以来、3作ぶりにオーケストラを用いたアレンジが復活している。

## 収録曲
※両曲とも作詞:橋本淳／作曲:平尾昌晃／編曲:森岡賢一郎
| #         | タイトル                                 | 作詞 | 作曲・編曲 | 時間 |
| --------- | ---------------------------------------- | ---- | ---------- | ---- |
| 1.        | 「白鳥の歌（A Song Of Beautiful Swan）」 |      |            | 3:20 |
| 2.        | 「雨の舗道（Rain For Love）」            |      |            | 2:54 |
| 合計時間: | 合計時間:                                | 6:14 |            |      |